# Mercado del Monte
El Mercado del Monte (en inglés: Del Monte Market) es un mercado histórico situado en Laveen, en el condado de Maricopa al sur del estado de Arizona en el suroeste de los Estados Unidos. Está clasificado en el registro histórico de Phoenix como el mercado general en operación continua más antiguo en el estado[cita requerida].
Cambió de nombre varias veces y fue establecido formalmente en 1908. Actualmente ocupa un espacio aproximado de 4100 pies cuadrados.